# Ivan Bobrov
Ivan Vasiljevitj Bobrov (ryska: Иван Васильевич Бобров), född 7 februari 1904 i Moskva, död 12 april 1952 i Moskva, var en sovjetisk skådespelare.

## Filmografi (filmer som haft svensk premiär)
- 1925 – Pansarkryssaren Potemkin – matrosen som sovande får en snärt av en kedja på ryggen
- 1926 – En moder – en ung fånge
- 1935 – Gulliver – båtsman
- 1937 – Storm över Paris – korpral Bordieux
- 1939 – Stenka Razin – Razins jesaul
- 1946 – En femtonårig kapten – stamhövdingen
- 1946 – Varghunden – guldletare
- 1947 – Det var en vår – Ovetjkin (ej krediterad)
- 1948 – Sången om viddernas folk – en pråmpassagerare (ej krediterad)
- 1948 – Den ryska frågan – en arbetare (ej krediterad)
- 1951 – Det oförgätliga året 1919 – Voronov